# Komuna, Markivka
Komuna (în ucraineană Комуна) este un sat în așezarea urbană Markivka din regiunea Luhansk, Ucraina.

## Demografie
Componența lingvistică a localității Komuna
     Ucraineană (94,94%)
     Rusă (5,06%)
Conform recensământului din 2001, majoritatea populației localității Komuna era vorbitoare de ucraineană (94,94%), existând în minoritate și vorbitori de rusă (5,06%).